# واط هوائي
واط هوائي (بالإنجليزية: Airwatt أو Air Wat) هي وحدة تستخدم لقياس فعالية المكانس الكهربائية. الوات الهوائي يشير إلى تدفق الهواء الذي تنتجه المكنسة وكمية الطاقة (واط) التي تستهلكها. ويمكن الإشارة إليه أيضًا على أنه قياس الطاقة لكل وحدة زمنية للهواء المتدفق عبر الفتحة، وهو ما يرتبط بالطاقة التي تحملها الكهرباء عبر كابل الطاقة (الواط).
يعتبر الواط الهوائي مقياسًا مفيدًا لكفاءة محرك المكنسة الكهربائية، نظرًا لأن الطاقة التي يحملها تدفق السائل (في حالة مكنسة منزلية, يكون السائل هو الهواء) تساوي الضغط مضروبًا في معدل التدفق الحجمي . يرتبط الواط الهوائي بتدفق الهواء الفعلي، لأن جزءًا من الطاقة الكهربائية (الواط) التي تستهلكها المكنسة الكهربائية يتبدد إلى حرارة بسبب الكفاءة الغير مثالية. إذا وجدت مكنستان بنفس الوواط الهوائي, فيكون لهما نفس قوة الشفط، في حين أنه قد يكون جهازان لهما نفس القوة الكهربائية لكن قد يكون لهنا اختلاف في الكفاءة وبالتالي يكون لهنا قوة شفط مختلفة بشكل كبير.

## تعريف
تختلف الصيغة المستخدمة لحساب قوة الهواء بين الشركات المصنعة للمكانس الكهربائية. صيغة الهواء القياسية مأخوذة من ASTM International (انظر الوثيقة ASTM F558 - 13) 
{\displaystyle P=0.117354\cdot F\cdot S}
حيث P هي الطاقة بوحدة الواط الهوائي، وF هو المعدل في الدقيقة (يُشار إليه باسم قدم مكعب/دقيقة أو CFM) و S هي قدرة الشفط معبرًا عنها بالضغط بوحدات بوصة من الماء.

## توصيات التقييمات
توصي هوفر باستخدام 100 واط هوائي للمكانس الكهربائية العمودية و220 واط هوائي للمكانس الكهربائية الأسطوانية.